# 瑠東東一郎
瑠東 東一郎（るとう とういちろう、1979年3月20日 - ）は、日本のドラマ演出家、映画監督。メディアプルポ所属。

## 人物
当初はバラエティ番組に携わっていた。
兵庫県西宮市出身。神戸大学附属住吉中学校、関西学院高等部（1997年）、関西学院大学（2002年）を卒業。

## 作品

### 映画
- 劇場版 新・ミナミの帝王（2017年）
- 劇場版 おっさんずラブ 〜LOVE or DEAD〜（2019年）
- バイオレンスアクション（2022年）
- Gメン（2023年）

### テレビドラマ
- DRAMADA-J いつかの友情部、夏。（2009年9月、関西テレビ）
- 誰も知らないJ学園（2010年、関西テレビ）
- 翼よ！あれが恋の灯だ（2012年、関西テレビ）
- 呪報2405 ワタシが死ぬ理由（2012年、関西テレビ）
- ヨメ代行はじめました。（2013年、関西テレビ）
- 高梨さん（2013年、Eテレ）
- ブラック・プレジデント（2014年、関西テレビ） ※プロデューサー補
- 大阪環状線 ひと駅ごとの愛物語  Part1 Station6 「福島駅 屋根の暗号」（2016年2月16日、関西テレビ）
- 黒い十人の女（2016年、読売テレビ）
- 女囚セブン（2017年、テレビ朝日）
- 僕たちがやりました（2017年、関西テレビ）
- オトナ高校（2017年、テレビ朝日）
- おっさんずラブ（2018年、テレビ朝日）
  - おっさんずラブ-in the sky-（2019年、テレビ朝日）
  - おっさんずラブ-リターンズ-（2024年、テレビ朝日）
- 探偵が早すぎる（2018年、読売テレビ）※3,4,8,10話
- 浦安鉄筋家族（2020年、テレビ東京）
- 極主夫道（2020年、読売テレビ）
- DIVE!!（2021年、テレビ東京）
- 古見さんは、コミュ症です。（2021年、NHK）
- 魔法のリノベ（2022年、関西テレビ）
- スタンドUPスタート（2023年、フジテレビ）
- unknown（2023年、テレビ朝日）
- うちの弁護士は手がかかる（2023年、フジテレビ）
- ビリオン×スクール（2024年、フジテレビ）
- マイダイアリー（2024年、朝日放送テレビ）
- ダメマネ!-ダメなタレント、マネジメントします（2025、関西テレビ）

### テレビ番組
関西テレビ
- モモコのOH!ソレ!み〜よ!
- ハイヒールモモコ一家の夏休み
- カキューン!!
- ヨルスパ!
- ハピくるっ!
- ごきげんライフスタイル よ〜いドン!

## 受賞歴
2018年
- 第97回ザテレビジョンドラマアカデミー賞 監督賞（山本大輔、Yuki Saitoと共に）（『おっさんずラブ』）[4]